# 1102

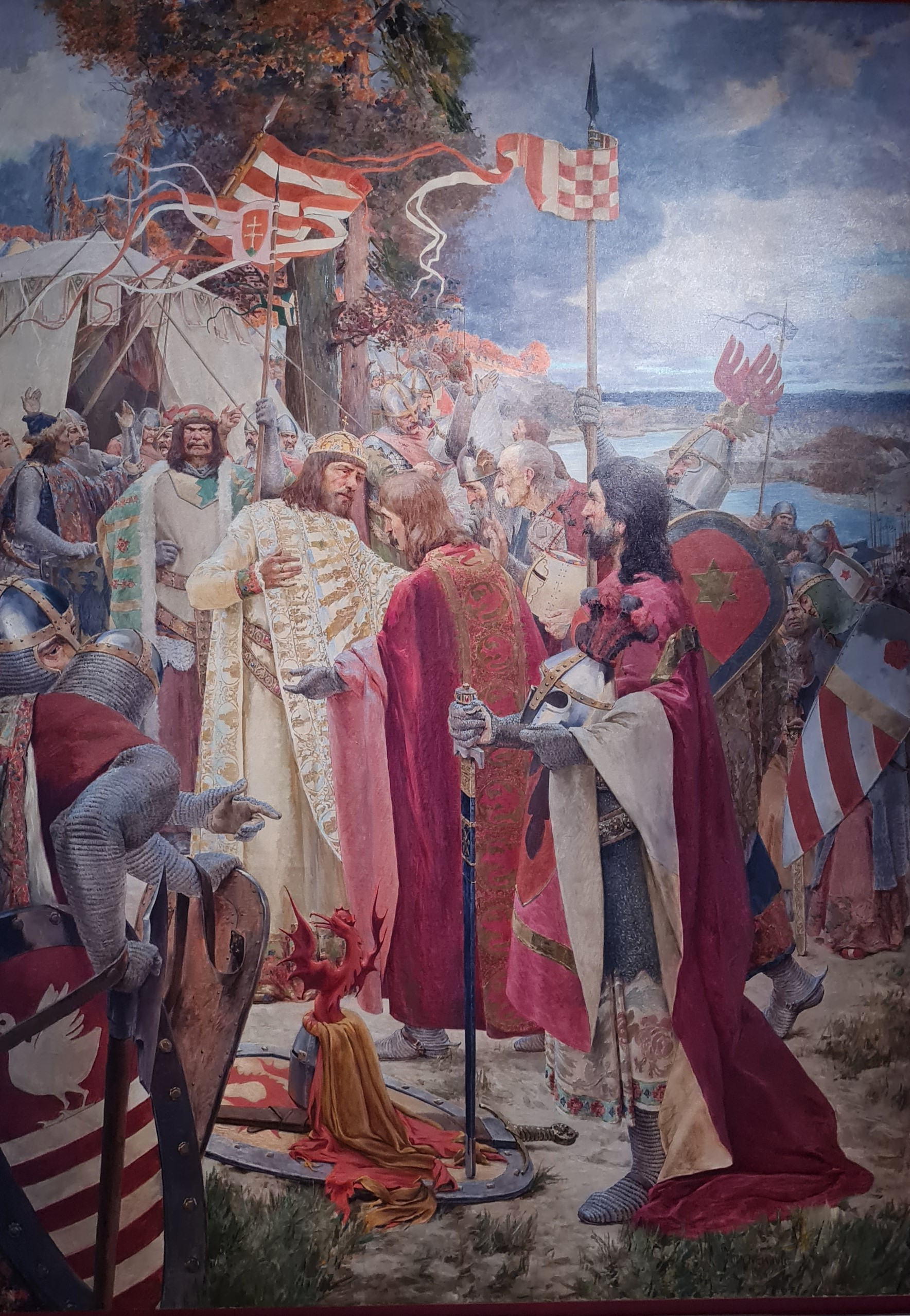
Kroatische edelen erkennen Koloman van Hongarije als koning

Het jaar 1102 is het 2e jaar in de 12e eeuw volgens de christelijke jaartelling.

## Gebeurtenissen
- Raymond van Toulouse sticht het graafschap Tripoli. De emirs willen echter niet in een christenstaat wonen, en verzetten zich. Begin van het Beleg van Tripoli.
- Koning Koloman van Hongarije laat zich in Biograd kronen tot koning van Kroatië en Dalmatië.
- Magnus III van Noorwegen begint een aanval op Ierland en verovert Dublin.
- 17 mei - Tweede Slag bij Ramla: Boudewijn I van Jeruzalem wordt verslagen door de Fatimiden en verliest de vesting Ramla.
- Slag bij Termedh: Ahmad Sanjar van Khorasan verslaat de binnengevallen Qadir Khan van Kashgar, die sneuvelt.
- De kruisvaart van 1101, die inmiddels meer het karakter van een pelgrimstocht heeft aangenomen, wordt voltooid met aankomst in Jeruzalem.
- Eustaas III van Boulogne trouwt met Maria van Schotland.
- Voor het eerst genoemd: Marche-en-Famenne, Zandvoorde.

## Opvolging
- patriarch van Alexandrië (koptisch) - Michaël IV opgevolgd door Macarius II
- Cilicisch Armenië - Constantijn I opgevolgd door zijn zoon Thoros I
- Blois, Chartres, Dunois en Meaux - Stefanus II opgevolgd door zijn zoon Theobald IV onder regentschap van diens moeder Adela van Engeland
- graafschap Bourgondië - Stefanus I opgevolgd door zijn zoon Reinoud III
- hertogdom Bourgondië - Odo I opgevolgd door zijn zoon Hugo II
- Duklja - Kočapar opgevolgd door zijn oom Vladimir Vojislavljević
- Lusignan - Hugo VI opgevolgd door zijn zoon Hugo VII
- Namen - Albrecht III opgevolgd door zijn zoon Godfried
- Polen - Wladislaus I Herman opgevolgd door zijn zoons Bolesław III en Zbigniew
- Urgell - Armengol V opgevolgd door Armengol VI
- Venetië - Vitale I Michiel opgevolgd door Ordelaffo Falier
- Vendôme - Godfried II opgevolgd door zijn zoon Godfried III onder voogdij van diens moeder Euphrosina
- Vermandois en Valois - Roeland I in opvolging van zijn vader Hugo I

## Geboren
- ca. 7 februari - Mathilde van Engeland, echtgenote van Hendrik V, kroonpretendes van Engeland
- 25 oktober - Willem Clito, Normandisch edelman
- Bruno II van Berg, aartsbisschop van Keulen (jaartal bij benadering)
- Hugo van Marchiennes, Belgisch abt (jaartal bij benadering)

## Overleden
- 24 januari - Constantijn I, vorst van Cilicisch Armenië (1095-1102)
- 18 mei - Hugo VI, heer van Lusignan
- 18 mei - Stefanus I, graaf van Bourgondië (1097-1102)
- 19 mei - Stefanus II, graaf van Blois, Chartres, Dunois en Meaux (1089-1102)
- 4 juni - Wladislaus I Herman, hertog van Polen (1079-1102)
- 22 juni - Albrecht III (~66), graaf van Namen (1063-1102)
- Felicia van Sicilië, echtgenote van Koloman van Hongarije (jaartal bij benadering)
- Khön Könchog Gyalpo (~68), Tibetaans kloosterstichter
- Odo I (~44), hertog van Bourgondië (1079-1102)
- Theodoricus, tegenpaus (1100-1101)
- Walter Giffard, Engels edelman